# Míšeňská (Praha)
Míšeňská ulice na Malé Straně v Praze spojuje ulici U lužického semináře a Dražického náměstí. Nazvána je podle historické oblasti Míšeňsko, z které v 18. století pocházeli němečtí studenti bydlící v domě U lužického semináře. Obchodníci s realitami ji považují za nejzachovalejší barokní ulici v Praze..
Na čísle 2 je Thunovský dům, kulturní památka České republiky od roku 1958.

## Historie a názvy
Význam prostoru ulice byl dán blízkostí biskupského dvora a kamenného Karlova mostu. Roku 1707 její současný průběh vytyčil architekt Tomáš Haffenecker. V 18. století byla součást staré cesty k Dolnímu přívozu u Vysokého. Názvy ulice se měnily:
- původně „Nová“ nebo „Svatojosefská“
- západní část u Dražického náměstí - do roku 1870 název „Uhelniště“
- od roku 1870 - celá ulice má název „Míšeňská“

## Budovy, firmy a instituce
- čp. /II: městský dům Thunovský se zahradou - Míšeňská 2[3]
- čp. 71/III U včelí královny, nyní Café Club Míšeňská - Míšeňská 3; od poloviny 18. století patřil rodině kominíků Demartini; v klenáku portálu erb s korunkou a monogram AG s letopočtem 1710
- čp. 70/III, U Künzlů - Míšeňská 4
- čp. 72/III U modré podkovy- Míšeňská 5
- čp. 73/III U zeleného úpole, Míšeňská 7
- čp. 68/III Veronský dům, nyní vinárna Vinograf Míšeňská - Míšeňská 8[4]
- čp. 75/III cechovní domek malostranských řezníků, Míšeňská 11
- kavárna Kafíčko Míšeňská - Míšeňská 10[5]
- čp.66/III, dům U Bílé kuželky - Míšeňská 12[6]

- Bydleli zde herci Zdeněk Štěpánek a jeho syn Petr Štěpánek